# Devizajel
A devizajel grafikai szimbólum, amit egy pénznem nevének rövidebb alakjaként használnak, főleg pénzmennyiség megadásával összefüggésben. Jellemzően a pénznem nevének első betűjét használják, esetenként kisebb változtatásokkal, pl. ligatúrával, függőleges vagy vízszintes áthúzással. Mára a legtöbb hivatalos dokumentumban a devizajel helyett az ISO 4217 devizakódot alkalmazzák, de más helyeken a devizajelek sűrűn előfordulhatnak. Alig található olyan pénznem, melyhez ne tartozna a rövidítést lehetővé tevő devizajel.
Bár sok korábbi devizajelet ítélt megszűnésre az euró bevezetése, a nemzetközi pénzforgalomban egyfajta státusszimbólum lett új, egyedi – természetesen új Unicode kódpontokat és az azokat tartalmazó betűkészleteket igénylő – devizajellel rendelkezni.
Az Európai Bizottság szerint az euró legalább részben az eurójel globális elterjedésének köszönheti sikerét. 2009-ben Indiában nyilvános versenyt hirdettek a környező országokkal közös rúpiajel, az ₨ ligatúra lecserélésére. Az új devizajelet, az indiai rúpiajelet () 2010. július 15-én fogadták el; alakja a latin ‘R’ betű és a dévanágari  „र” keresztezéséből született.

## Használat
A devizajel elhelyezésének módja pénznemenként változó. Az érték után írják a jelet pl. Magyarországon (pl. 3 Ft 50 f – 3 forint 50 fillér) vagy Svájcban (pl. 50.00 S₣). Sok országban, főleg az anglofon világban és Latin-Amerikában az érték elé helyezik (pl. R$50.00); néhány pénznemnél pedig, mint a megszűnt portugál escudónál, francia franknál vagy a Zöld-foki köztársasági escudónál a decimális szeparátor helyére teszik, pl. 20$00.
A tizedes szeparátor szintén a helyi szabványokat, szokásokat követi. Például az Egyesült Királyságban gyakran szerepel tizedespontként középső pont az árcédulákon (pl. £5·52), de nyomtatásban ez nem jellemző. Leggyakrabban vesszőt (pl. 3,50 Ft vagy 5,00 €) vagy pontot (pl. R$50.00) használnak szeparátorjelként. Lásd még a decimális szeparátor szócikket.

## Tervezés
A korábban használatos pénznemjelek lassan alakultak ki, gyakran korábbi pénzek nyomában járva. A dollár-, illetve pesojel a spanyol dollár (real de a ocho) leírására használt jelből fejlődött ki, míg a font-, illetve lírajel a római ezüstfont súlymérték, a libra „L” betűjéből fejlődött ki. 
Az eurójel középső áthúzása a stabilitást szimbolizálja. Az indiai rúpiajelet () latin és dévanágari betűk kombinációja adja.
Egy új jel bevezetésekor a gazdaság szereplőinek igényeit is figyelembe kell venni, valamint azt, hogy a jelet hogyan lehet bevinni és megjeleníteni számítógépeken. Az új szimbólum elterjedéséhez új billentyűzeteket, illetve -kiosztásokat kell tervezni, a Unicode-ot és a betűkészleteket ki kell bővíteni. Az eurójel bevezetésekor az Európai Uniót kritizálták azért, mert nem gondolták át az eurójel megjelenítésének módját; az eredeti dizájn szerint eurójel rendkívül széles volt, ami miatt a legtöbb helyen csökkentett szélességű verziót használtak.

## Jelenlegi forgalomban lévő devizajelek listája
| Szimbólum | Használat | Jegyzet |
| --------- | --- | --- |
| ¤         | Általános pénznemjel | Akkor használják, ha a megfelelő devizajel nem érhető el |
| ؋         | Afgán afgáni | |
| Ar        | Madagaszkári ariary | |
| ฿         | Thai bát | |
| B/.       | Panamai balboa | |
| Br        | Etióp birr Belarusz rubel | |
| Bs.       | Venezuelai bolívar Bolíviai boliviano | néha Bolívar Bs.F. |
| Bs.F.     | Venezuelai bolívar variáns | általában Bs. |
| ₵         | Ghánai cedi | |
| ¢         | Cent, centavo, &c. | olyan pénzegység, ami a fő pénznem (pl. dollár, peso) 1 / 100 részét teszi ki. Lásd a cent cikket.) Lásd még: c                                                                                                  |
| c         | Cent &c. variáns | az ausztrál dollár, új-zélandi dollár, dél-afrikai rand és az euró esetében preferált jel Lásd még: ¢ |
| ct        | Litván centas | A litas váltópénze |
| Ch.       | Bhutáni chhertum | A ngultrum váltópénze. |
| ₡         | Costa Rica-i colón | A salvadori colón jele is volt; ezt a pénznemet 2001-ben amerikai dollárral váltották ki, de helyben elfogadják törvényes fizetőeszközként.                                                                      |
| D         | Gambiai dalasi | |
| ден       | Macedón dinár | Latin betűs alak: DEN |
| دج        | Algériai dinár | Latin betűs alak: DA |
| .د.ب      | Bahreini dinár | Latin betűs alak: BD |
| ع.د       | Iraki dinár | |
| JD        | Jordán dinár | |
| د.ك       | Kuvaiti dinár | Latin betűs alak: K.D. |
| ل.د       | Líbiai dinár | Latin betűs alak: LD |
| дин       | Szerb dinár | Latin betűs alak: din. |
| د.ت       | Tunéziai dinár | Latin betűs alak: DT |
| د.م.      | Marokkói dirham | |
| د.إ       | Emirátusi dirham | Latin betűs alakok: DH vagy Dhs |
| Db        | São Tomé és Príncipe-i dobra | |
| $         | Ausztrál (A$), bahamai (B$), barbadosi (Bds$), belize-i (BZ$), bermudai (BD$), brunei (B$), kanadai (C$), kajmán-szigeteki (CI$), kelet-karibi (EC$), fidzsi (FJ$), guyanai (G$), hongkongi (HK$/元/圓), jamaicai (J$), kiribati, libériai (L$ vagy LD$), namíbiai (N$), új-zélandi (NZ$), szingapúri (S$), Salamon-szigeteki (SI$), suriname-i (SRD), tajvani (NT$/元/圓), Trinidad és Tobagó-i (TT$), tuvaluai, amerikai (US$) és zimbabwei (Z$) dollárok Argentin, chilei (CLP$), kolumbiai (COL$), kubai ($MN), kubai konvertibilis (CUC$), dominikai (RD$), mexikói (Mex$) és uruguayi ($U) pesók Nicaraguai córdoba (C$) Tongai paʻanga | Egy vagy két függőleges vonallal áthúzva, jelenleg mindkét változat ugyanazon a Unicode kódponton található. A kiribati és tuvalui dollárok 1:1-ben rögzítve vannak az ausztrál dollárhoz. Lásd még: MOP$ és WS$ |
| ₫         | Vietnámi đồng | |
| &D3       | Örmény dram | |
| Esc       | Zöld-foki escudo | Továbbá a kétvonalas dollárjel (cifrão): {\displaystyle \mathrm {S} \!\!\!\Vert } |
| €         | Európai euró | Az eurózóna államain kívül a Vatikánnak, San Marinónak és Monacónak van joga euróérméket veretni – de bankjegyeket nem állíthatnak elő.                                                                          |
| ƒ         | Arubai florin (Afl.) Holland antillákbeli forint (NAƒ) | |
| Ft        | Magyar forint | |
| FBu       | Burundi frank | |
| FCFA      | CFA frank | További: CFA 1:1-ben a nyugat-afrikai CFA frankhoz kötve |
| ₣         | Comore-i (CF), kongói (CF), dzsibuti (Fdj/DF), guineai (FG/G₣) és svájci (S₣) frankok | További: F és Fr. |
| FRw       | Ruandai frank | Esetleg még RF és R₣ |
| CFA       | Nyugat-afrikai CFA frank | 1:1 arányban a közép-afrikai CFA frankhoz kötött |
| G         | Haiti gourde | |
| gr        | Lengyel grosz | A złoty váltópénze |
| ₲         | Paraguayi guaraní | Vagy |
| h         | Cseh haléř | A korona váltópénze (a fillér német változata) |
| ₴         | Ukrán hrivnya | |
| ₭         | Laoszi kip | Vagy ₭N |
| к.        | Orosz kopek | Az orosz rubel váltópénze. További: коп. |
| Kč        | Cseh korona | |
| kr        | Dán (Dkr) és norvég korona (krones) Svéd korona (krona) Feröeri és izlandi (Íkr) korona (króna) | A feröeri korona 1:1-ben a dán koronához van rögzítve |
| kn        | Horvát kuna | |
| MK        | Malawi kwacha | |
| ZK        | Zambiai kwacha | |
| Kz        | Angolai kwanza | |
| K         | Mianmari kjap Pápua új-guineai kina | |
| ლ         | Grúz lari | |
| Ls        | Lett lat | |
| L         | Albán lek Hondurasi lempira | A lesothói egylotis és a szváziföldi egylilangenis bankjegyen is ez a devizajel Néha a fontjel (£) helyett is használják                                                                                         |
| Le        | Sierra Leone-i leone | |
| E         | Szváziföldi lilangeni | A jel a többes számú alakon, az „emalangeni”-n alapul. Az egylilangenis bankjegy devizajele L |
| lp        | Horvát lipa | A horvát kuna váltópénze. |
| TL        | Török líra | |
| Lt        | Litván litas | |
| M         | Lesothói loti | A jel a többes számú alakra, a „maloti”-ra utal. Az egylotis bankjegy devizajele L |
| &M2       | Azeri manat | További: m. és man. |
| КМ        | Bosnyák konvertibilis márka | Latin betűs alak: KM |
| MT        | Mozambiki metical | További: MTn |
| ₥         | Mill, mil, &.c | Az amerikai dollár és más pénznemek nem túl gyakori, ezres felosztása. |
| Nfk       | Eritreai nakfa | További: Nfa |
| ₦         | Nigériai naira | |
| Nu.       | Bhutáni ngultrum | |
| UM        | Mauritániai ouguiya | |
| MOP$      | Makaói pataca | További: 圓 és 元 |
| ₱         | Fülöp-szigeteki peso | További: P, PhP és P |
| £         | Angol, Falkland-szigeteki (FK£), gibraltári, libanoni (LL), man-szigeti, Szent Ilona-i, szudáni és szíriai (LS) fontok | További: ₤ és L |
| ج.م.      | Egyiptomi font | Latin betűs alak: L.E. ritkán £E vagy E£ |
| P         | Botswanai pula | |
| Q         | Guatemalai quetzal | |
| q         | Albán qindarkë | Az albán lek váltópénze |
| Pt.       | Egyiptomi piaszter | Vagy qirsh, az egyiptomi font váltópénze |
| R         | Dél-afrikai rand | Továbbá néha orosz &c. rubel |
| R$        | Brazil real | Továbbá a kétvonalas dollárjel: {\displaystyle \mathrm {S} \!\!\!\Vert } |
| ریال      | Iráni riál | A riál arab írott formája; a riál más pénznemek leírására is használatos. |
| ر.ع.      | Ománi riál | |
| ر.ق       | Katari riál | Latin betűs alak: QR |
| ر.س       | Szaúdi riál | Latin betűs alak: SR. További: ریال |
| ៛         | Kambodzsai riel | |
| RM        | Maláj ringgit | |
| руб.      | Orosz rubel | Latin betűs alak: rub. További: Р., р., és R |
| р.        | Angol &c. penny Dnyeszter menti rubel | A penny jelenleg az angol font sterling váltópénze. |
| Rf.       | Maldív-szigeteki rúfia | Továbbá: MRf. és .ރ |
| &R3       | Indiai rúpia | Unicode: ₹ |
| ₨         | Mauritiusi, nepáli (N₨/रू.), pakisztáni és Srí Lanka-i (SL₨/රු) rúpiák | |
| SRe       | Seychelle-i rúpia | További: SR |
| Rp        | Indonéz rúpia | |
| s         | Lett santīms | A lett lat váltópénze |
| ₪         | Izraeli új sékel | |
| Ksh       | Kenyai shilling | További: KSh |
| Sh.So.    | Szomáliai shilling | |
| USh       | Ugandai shilling | |
| S/.       | Perui sol | |
| SDR       | SDR | Különleges lehívási jogok = Special Drawing Rights |
| лв        | Bolgár leva | |
| сом       | Kirgiz szom | |
| ৳         | Bangladesi taka | További: Tk |
| WS$       | Szamoai tala | A jel a korábbi néven, a nyugat-szamoai talán = "West Samoan tala" alapult További: T és ST. Lásd még: $ |
| &T        | Kazak tenge | Unicode: ₸ |
| ₮         | Mongol tugrik | |
| VT        | Vanuatui vatu | |
| ₩         | Észak-koreai és dél-koreai von (won) | |
| ¥         | Japán jen (円/圓) Kínai jüan (renminbi) (元/圆) | Egy és két áthúzással is használják A 元 jelet a makaói pataca, a hongkongi dollár és a tajvani új dollár jeleként is használják.                                                                                |
| zł        | Lengyel złoty | |

## Megszűnt pénznemek jeleinek listája
- ₳ – az argentin austral jele
- ₢ Cr$ – a brazil cruzeiro jele
- ₰ – a pfennignek, a német aranymárka (1875-1923) és a német birodalmi márka (1923-1948) váltópénzének jele
- DM – a keletnémet márka (Deutsche Mark) (1948-1964) jele
- DM – az NSZK és az egyesített Németország márkájának a jele (1948-2001)
- ₯ – a görög drachma jele
- ₠ – az ECU jel (nem volt széles körű használatban, az euró váltotta fel)
- ƒ – a holland gulden jele, a Holland-Antillákon és Arubában használják még
- ₣ – a francia frank jele, korábban elsősorban Franciaországban használták
- ₤ – az olasz líra jele, korábban Olaszország, San Marino, Vatikán és néha Málta használta
- Lm – a máltai líra jele
- Kčs – a csehszlovák korona jele
- M – a keletnémet márka (Mark der DDR) jele (1968-1990)
- ℳ – a német aranymárka jele (1875-1923)
- MDN – a keletnémet márka  (Mark der Deutschen Notenbank) jele (1964-1968)
- mk – a finn márka jele
- $ – a portugál escudo jele (cifrão)
- ₧ – a spanyol peseta jele
- ℛℳ – a német birodalmi márka jele (1923-1948)
- Sk – a szlovák korona
- ₶ – a livre tournois jele, a középkori Franciaországban használták

### Fordítás
- Ez a szócikk részben vagy egészben a Currency sign című angol Wikipédia-szócikk ezen változatának fordításán alapul.  Az eredeti cikk szerkesztőit annak laptörténete sorolja fel. Ez a jelzés csupán a megfogalmazás eredetét és a szerzői jogokat jelzi, nem szolgál a cikkben szereplő információk forrásmegjelöléseként.